# OPEC-gijzeling
De OPEC-gijzeling vond eind december 1975 plaats in het hoofdkantoor van de OPEC te Wenen, Oostenrijk. De daders, die zich Arm van de Arabische Revolutie noemden, onder leiding van Ilich Ramírez Sánchez alias Carlos de Jakhals, namen diverse olieministers en medewerkers in gijzeling. Door velen  wordt het Volksfront voor de Bevrijding van Palestina gezien als de opdrachtgever, door anderen de regering van Libië.

## De gijzelingsactie

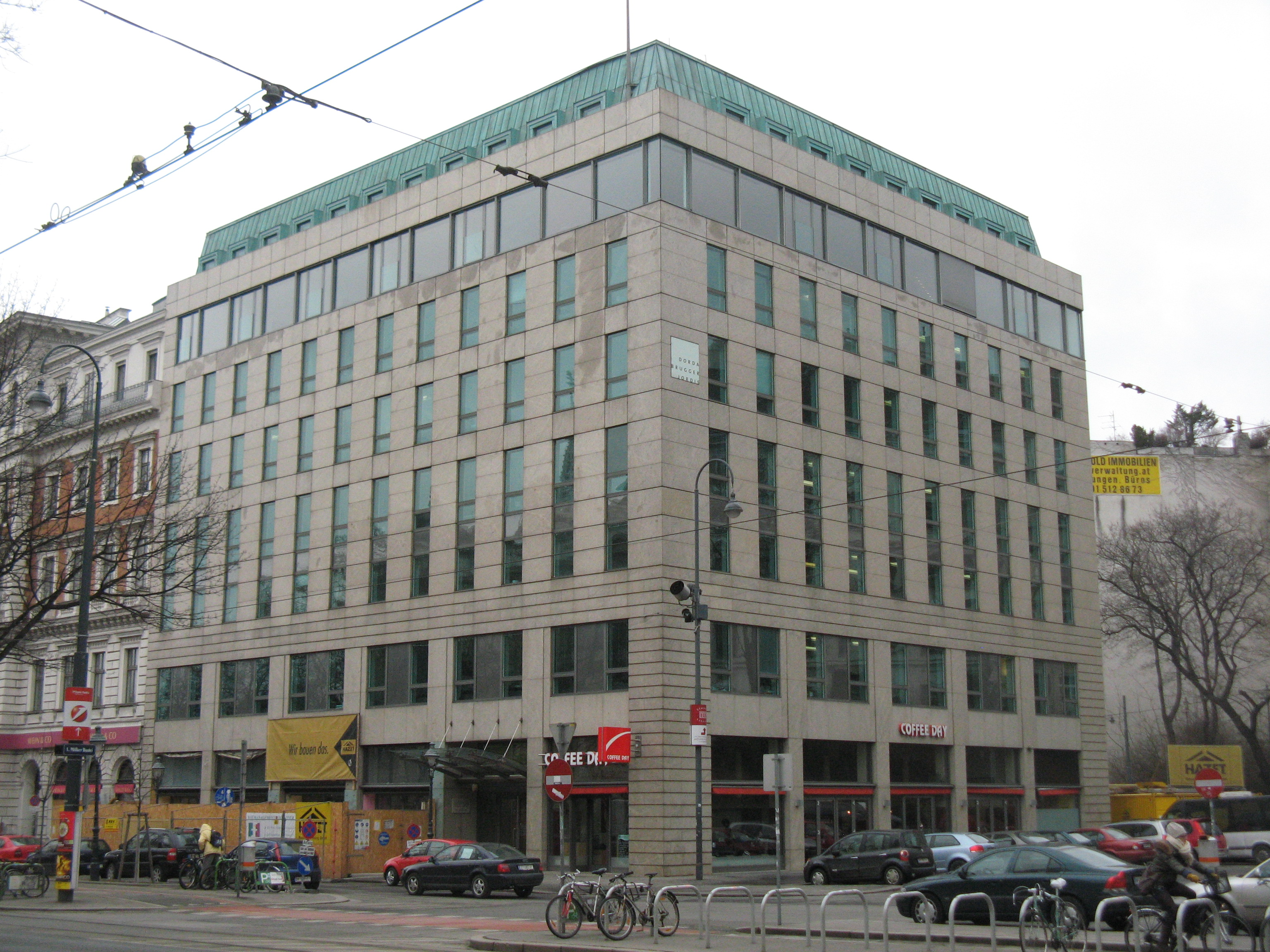
Toenmalig hoofdkwartier van de OPEC

Op 21 december 1975 betrad tegen de middag een zeskoppig guerrillacommando het OPEC-hoofdkwartier aan de Weense Karl-Lueger-Ring, zonder zich te hoeven legitimeren of dat hun tassen met wapens en springstof werden gecontroleerd.
De extremisten konden ongeveer 70 personen gijzelen, onder wie elf ministers van OPEC-landen, delegatieleden en medewerkers. Afgevaardigde Jusuf al-Azmarly uit Libië en een Irakese beveiligingsbeambte werden direct gedood. Daarnaast kwam een politieagent die het gebouw wilde binnendringen om het leven. Tijdens een vuurgevecht tussen de politie en het commandolid Hans-Joachim Klein raakte een agent lichtgewond. Klein moest echter in een Weens ziekenhuis behandeld worden aan zijn zware verwondingen. Hierbij verraadde hij zijn nationaliteit niet aan artsen of verpleging door niet op vragen in het Duits, Engels of Frans te reageren, ondanks dat hij bij bewustzijn was.
De Weense politie was bijzonder slecht voorbereid op de actie. Zo waren bijvoorbeeld slechts zes kogelvrije vesten beschikbaar.

## Onderhandelingen

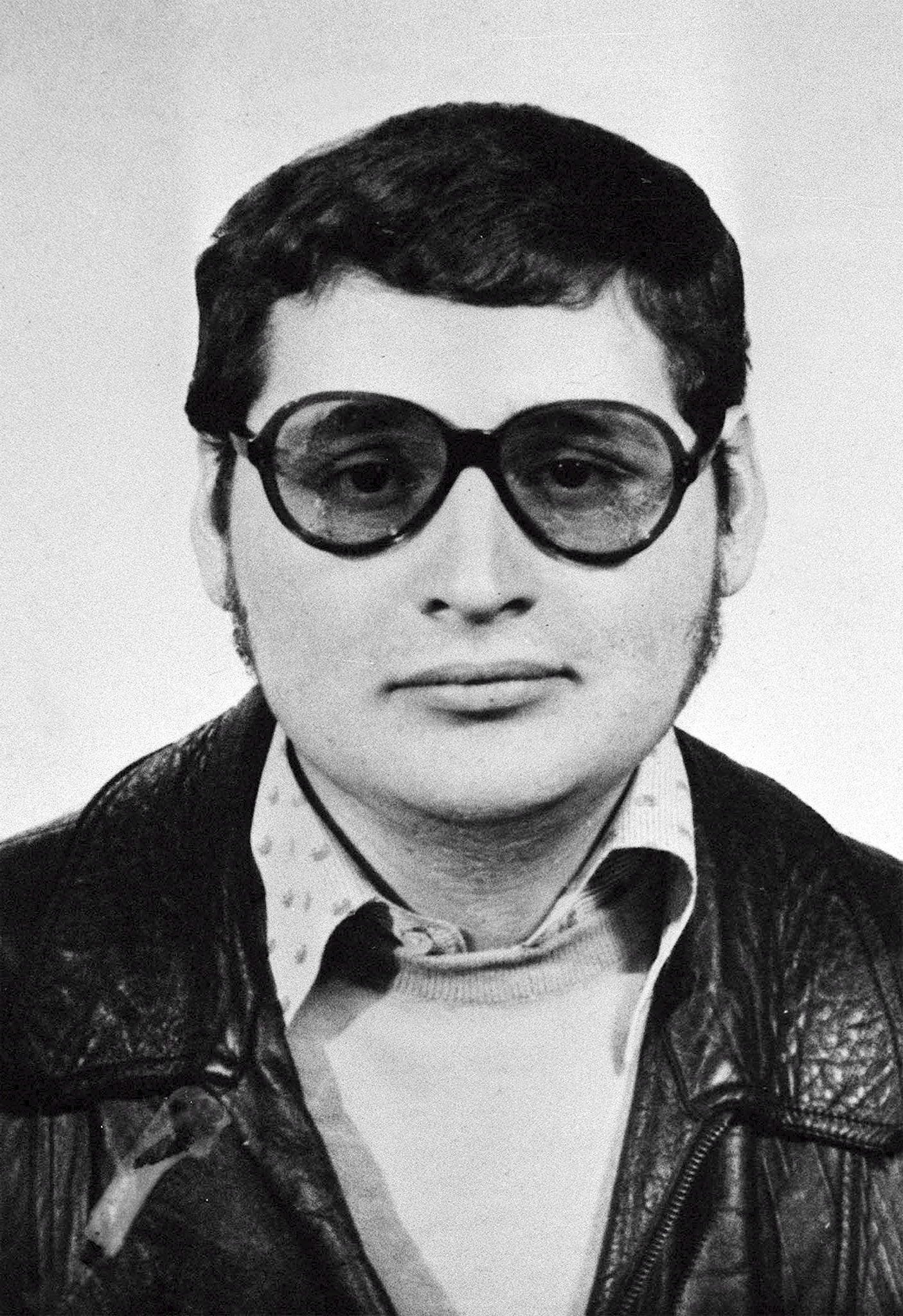
Carlos de Jakhals omstreeks 1974

De Oostenrijkse regering kwam in spoedberaad bijeen en voerde daarnaast gesprekken met de ambassadeurs van de betrokken lidstaten.
De onderhandelingen werden gevoerd door bondskanselier Kreisky, waarbij een medewerker van de Irakese ambassade optrad als intermediair tussen de gijzelaars en de regering. Het doel was mensenlevens te redden. Al redelijk snel konden gegijzelden met de Oostenrijkse nationaliteit vrij gepraat worden.

### Eisen
Na onderhandelingen tussen de Oostenrijkse regering en de gijzelnemers, maakte bondskanselier Bruno Kreisky bekend dat de eisen van de gijzelnemers ingewilligd zouden worden. Een van deze eisen was het voorlezen van een Franstalige,verklaring voor de Oostenrijkse radio, die om de twee uur herhaald diende te worden. De verklaring bevatte verschillende redenen voor de gijzelingsactie en eisen van de gijzelnemers.
- Kritiek op de vredespolitiek van enkele Arabische staten ten opzichte van Israël
- Verklaren van Iran tot vertegenwoordiger van het Amerikaanse imperialisme
- Realisatie van de Arabische eenheid
- Nationalisering van beschikbare aardolie
- Olieopbrengsten moeten ten goede komen aan de ontwikkeling van het Arabische volk
- Excuses voor het feit dat uitgerekend Oostenrijk toneel was geworden van dit conflict

De ontvoerders werd een vliegtuig van Austrian Airlines ter beschikking gesteld, waarbij de Oostenrijkse piloten zich vrijwillig meldden. Per bus werden de gijzelnemers, inclusief de zwaargewonde en net geopereerde Klein, en 33 overgebleven gijzelaars naar luchthaven Wien Schwechat gebracht. Daar gaf minister van Binnenlandse Zaken Otto Rösch Carlos voor het opstijgen een hand, in het oog van de pers.

## Aftocht
Het vliegtuig verliet Oostenrijk met onbekende bestemming. In de lucht hoorden de piloten dat Algiers (Algerije) de eindbestemming was. Daar zou de zwaargewonde Klein in een ziekenhuis behandeld worden en werden gijzelaars vrijgelaten. De vlucht werd vervolgens naar Tripoli (Libië) voortgezet waar verdere gijzelaars werden vrijgelaten.
Het vliegtuig vertrok daarna terug naar Algiers waar de laatste gijzelaars, Saoedisch minister Ahmed Zaki Yamani en Iraans minister Jamshid Amouzegar, in ruil voor een vrije aftocht werden vrijgelaten. Carlos en zijn medestrijders konden op 31 december 1975 ongehinderd naar Libië vertrekken.

## De commandoleden
- Ilich Ramírez Sánchez alias Carlos (Venezuela), levenslange gevangenisstraf in Frankrijk
- Hans-Joachim Klein (Duitsland), vrijgekomen in 2003
- Gabriele Kröcher-Tiedemann (Duitsland), overleden in 1995

De identiteit van de drie andere guerrilleros, waarschijnlijk Palestijnen, is nooit achterhaald.